# امیرآباد (کازرون)
امیرآباد یا امرآباد روستایی در دهستان دریس بخش مرکزی شهرستان کازرون استان فارس ایران است.

## جمعیت
بر پایه سرشماری عمومی نفوس و مسکن در سال ۱۳۹۵ جمعیت این روستا ۲۲۵ نفر (۶۷خانوار) بوده‌است.